# Trifolium phleoides
Trifolium phleoides är en ärtväxtart som beskrevs av Carl Ludwig von Willdenow. Trifolium phleoides ingår i släktet klövrar, och familjen ärtväxter. Inga underarter finns listade i Catalogue of Life.